# Kamakazi
Kamakazi est un groupe de punk rock canadien, originaire de L'Île-Bizard, à l’ouest de Montréal, au Québec. Le groupe s'est formé en 2006, et joue du pop-punk.

## Biographie

### Débuts (2006)
En décembre 2006, Nick Gagnon, Gab Prévost et Ryan Stevenson décident de se lancer dans un nouveau projet francophone. Inspirés par des groupes punk rock francophones qu’ils ont vu et même rencontrés tels que Vulgaires Machins et eXterio, Kamakazi est formé. Le nom Kamakazi vient du mot japonais « kamikaze » (ils écrivent le nom de la façon américaine, car ils sont anglophones). Ce mot est utilisé pour décrire une personne qui croit tellement à une cause qu’il donne sa vie pour celle-ci. Les membres de Kamakazi passent leur jeunesse à faire rouler un groupe de musique, ils se décrivaient alors comme étant des « kamikazes » de la musique.
Ils enregistrent une démo de deux chansons, Shui tanné et Tu fais la différence et les mettent sur Myspace. C’était la première fois qu’ils composaient en français, et ceci attire l’attention de Jessy Fuchs, président de Slam Disques. Durant cette période, ils font un concert en tant que Kamakazi, le 16 décembre 2006 au Centre Socio De L’Ile-Bizard.

### Tirer le meilleur du pire(2007–2009)
En janvier 2007, Kamakazi signe avec l’étiquette Slam Disques. Le groupe sort son premier album, Tirer le meilleur du pire, le 19 février 2008. Il est composé de décembre 2006 à septembre 2007, et la réalisation est confiée à Frank Joly et Jérôme Boisvert, gagnants du Félix de l'album rock de l’année au dernier Gala de l'ADISQ. Les six extraits de cet album, Pars mon engin, Rien entre les deux oreilles, Isa, Clomysalyne, et Seul pour cette danse sont tous top 25 dans le BDS, et leurs trois vidéoclips réalisés par Jessy Fuchs, dont celle de la chanson Isa, sont tous classés premiers sur MusiquePlus.
La tournée Tirer le meilleur du pire dure un total de 140 spectacles (19 février 2008 au 12 décembre 2009), et amène le groupe partout au Québec, ainsi qu'au Canada. Le groupe parait dans plusieurs magazines, émissions et journaux québécois, canadiens ainsi qu'européens,. Une démo face-B se retrouve sur l’internet, P.A.R.T.Y, une chanson qui était parmi les 50 chansons potentielles de l’album. Depuis janvier 2009, le groupe commence à écrire de nouvelles chansons pour un deuxième album.

### Rien à cacher(2010–2012)
Kamakazi annonce officiellement la sortie de son deuxième album pour 2011. Au départ, il était prévu pour le printemps 2010, mais le groupe décide d'allonger la phase d'écriture. Après la fin de la tournée Tirer le meilleur du pire le 26 novembre 2009, au Théâtre Petit Champlain, Ryan Stevenson quitte le groupe pour une carrière solo. Les membres du groupe décrivent les nouvelles chansons comme « plus rock… plus punk… plus soft… prendre ce que le monde aime de Kamakazi, et le pousser encore plus loin » ainsi que « nous ferons encore du punk-rock-pop, mais nous tenterons d’aller vers d’autres avenues musicales. Comme toujours, nos chansons parleront de ce que nous vivons, de ce qui se passe dans nos vies » en entrevue. Frank Joly et Jerome Boisvert étaient confirmés comme les réalisateurs de l'album. 
En mi-2010, Gus Van Go et Werner F. embarque dans le projet et remplace Frank Joly et Jérome Boisvert à la réalisation. Certaines villes faisant partie de l'itinéraire de la dernière tournée entendront une nouvelle chanson appelée Raisons inutiles, pendant la dernière tournée de l'album, une rareté car elle n’est pas encore confirmée comme étant une chanson officielle sur le 2e album. Les membres reviennent en studio à Brooklyn, à New York, pour le mois d'avril pour enregistrer le nouvel album, qui sera filmé en temps réel. Il est annoncé, en juin 2011, que l'album de Kamakazi sortira au Canada, le 30 août 2011, et en Europe à la fin 2011. Un nouveau batteur, Marc Bergevin, se joint au groupe après leurs sessions à Brooklyn, et devient un membre officiel. Kamakazi lance le premier extrait radio du nouvel album, Fou de toi, le 20 juillet 2011. La tournée Rien à cacher débute officiellement le 1er septembre 2011, qui amènera le groupe partout au Québec, Canada, et la France pour les années à suivre. Leur deuxième extrait, Je me souviens, est sorti le 1er décembre 2011, juste avant que Kamakazi embarque sur quelques dates de tournée québécoises du groupe The New Cities.
En février 2012, le groupe repart en tournée à la suite de la sortie du 3e extrait Si triste. Ils filment ainsi un nouveau vidéoclip pour celui-ci à Brooklyn et d'autres endroits à New York, là où l'album est enregistré. En juin 2012, le groupe lance un vidéoclip pour l'extrait Winnebago et font quelques festivals dont la St-Jean-Baptiste sur les Plaines d'Abraham, à Québec, et L'International des Montgolfiers de Saint-Jean-sur-Richelieu. En septembre 2012, le groupe fait sa première tournée européenne avec le groupe français GoatCheese qui les voit jouer pour des fans en France, Belgique et Luxembourg. Ensuite l'album Rien à cacher est nommé « meilleur album rock de l'année » au Gala de l'ADISQ. Pour rendre hommage à leur voyage, ils sortent un dernier vidéoclip pour l'extrait Rien dire veut tout dire qui contient des images de la tournée européenne. La chanson La One Night devient le 5e extrait radio du groupe en octobre 2012. En novembre 2012, Kamakazi reprend la route le temps de quelques spectacles pour clore la tournée Rien à cacher. Celle-ci permet à Kamakazi de se présenter partout au Québec, Ontario, ainsi que l'Europe.

### See What Happens(2012–2013)
Durant la tournée Rien à cacher, Gab Prévost et Marc Bergevin quittent le groupe. Ceci mène au plus gros changement à la formation depuis sa formation en 2006. Sébastien Laroche devient bassiste et Stevo Rock, du groupe Delta20, devient le batteur du groupe. De plus, le 3 décembre 2012, le groupe annonce qu'ils deviennent des membres officiels ainsi que le groupe commence l’enregistrement du prochain album de Kamakazi.
Après la sortie de Rien à cacher, on apprend que Nick, le chanteur et membre fondateur songe à présenter les prochains disques de Kamakazi dans sa langue maternelle. « J’avais l’impression d’avoir poussé Kamakazi au maximum au Québec, affirme Nick Gagnon. J’avais atteint le plafond. Je sentais que je devais amener le groupe ailleurs[réf. nécessaire]. » Voilà pourquoi le musicien de 25 ans décide de composer son troisième album en anglais. La possibilité de faire un album accompagné d’une édition deluxe avec des chansons bonus n’est pas écartée, mais le chanteur se concentre à produire un album de 11 chansons très solides[source insuffisante]. Comme les albums précédents, Kamakazi commence l'écriture du prochain album en janvier 2012, durant la tournée Rien à cacher et ont déjà au-delà d'une trentaine de compositions. Sur certains spectacles à la fin de la tournée Rien à cacher, ils jouent une nouvelle chanson intitulée So Long No Neck qui n'est pas encore confirmée comme une pièce sur le nouvel album. En décembre 2012, le groupe commence officiellement la pré-production et production du nouvel album de Kamakazi. L'album est prévu pour 2013, et sera le premier album anglophone du groupe.
Le 23 avril 2013, le groupe annonce que l'enregistrement de leur nouvel album est terminé et que l'album est dans la phase mixage. Le 27 mai 2013, Kamakazi lance un teaser pour leur nouvel extrait Until the World Ends et annonce la sortie du nouvel album pour septembre 2013. L'album sera intitulé See What Happens et sera le premier album complet en anglais du groupe, ainsi que le premier album pour les deux nouveaux membres Stevo Rock et Sébastien Laroche. Le 11 octobre 2013, le groupe lance l'album See What Happens à L'Astral de Montréal, et entame la tournée du même titre. Le 18 novembre 2013, le bassiste Sébastien Laroche quitte le groupe, citant « Ça n'a pas été un choix facile, mais maintenant je sais que c'était la bonne chose à faire. Pour ceux et celles qui souhaiteraient avoir des explications, je dirai simplement que j'ai d'autres projets de vie. Il y a déjà un bon moment que je ne me sentais plus à ma place. Ça n'a pas été un choix facile, mais maintenant je sais que c'était la bonne chose à faire. Pour ceux et celles qui souhaiteraient avoir des explications, je dirai simplement que j'ai d'autres projets de vie. Il y a déjà un bon moment que je ne me sentais plus à ma place. » Quelques jours plus tard, le groupe lance un nouveau vidéoclip pour l'extrait This Is Gonna End Tonight. Le 2 décembre 2013, le groupe lance un EP de Noël gratuit intitulé A Very Naughty Kamakazi Christmas en ligne sur leur page officielle, et Bandcamp après avoir enregistré le tout à leur nouveau studio entre deux spectacles de leur tournée.

### Retour avec Slam Disques (2014-2015)
En janvier 2014, le groupe annonce de nouvelles dates de spectacles ainsi que l'addition de Carl Boucher (du groupe canadien Hartford) à la basse pour le reste de la tournée. En février 2014, Kamakazi confie à Slam Disques (la compagnie de disque originale du groupe) la gestion et distribution de leur catalogue passé et à venir. Le 7 mai 2014, ils sortent un EP, qui contient trois nouvelles chansons francophones intitulé Foxyboxe, ainsi qu'une reprise de la chanson Bleu! Blanc! Rouge! durant les séries éliminatoires de 2014 des Canadiens de Montréal, qui se retrouvera en rotation durant les matches de saisons régulières. Le premier extrait radio, Prisonnier, est joué partout au Québec, et le vidéoclip sur les ondes de MusiquePlus. Le 29 octobre 2014, Prisonnier devient le premier extrait de Kamakazi à se rendre au #1 d'une station de radio québécoise.
Le 17 juin 2014, Slam Disques fusionnent leurs forces avec celle de Universal Music Canada, avec qui ils ont relancé une nouvelle version deluxe de See What Happens en magasin à travers le Canada ainsi que le monde entier en-ligne. Cette version contient des nouvelles pièces enregistrées pour la réédition. Le premier extrait vidéo et audio Until the World Ends fait une première sur les marchés radiophoniques anglophones nord-américains, ainsi que sur la chaîne Muchloud. Le vidéoclip monte jusqu'au 21e rang des palmarès Top40 aux côtés de groupes rock internationales et canadiens. Le deuxième extrait radio de l'album See What Happens, This is Gonna End Tonight, fait ses débuts sur la radio canadienne le 4 novembre 2014, ainsi qu'un deuxième extrait francophone tiré de Foxyboxe, Date d'expiration. Kamakazi dévoile Middle Of The Night, le troisième extrait de l'album See What Happens, le 6 février 2015. L'extrait fait également ses débuts sur les radios et télés du Canada.

### Regarde maman, I'm on the TV(depuis 2016)
Au début de 2015, Kamakazi annoncent via leur Facebook officiel qu'ils étaient en pause de tournée pour commencer l'écriture et pré-production du grand retour à la francophonie avec Slam Disques/DEP en février 2016. Depuis, les membres du groupe partagent des photos et vidéos de leur studio de pratique et d'enregistrement. Certains commentaires laissent croire qu'il s'agira d'un retour aux sources pour le groupe, tirant de leur influence punk rock de leurs débuts. Le 19 juin 2015, le groupe sort spontanément une nouvelle chanson sur leur page Facebook. Après avoir fait la tête d'affiche de la première édition du Wouellay Fest, à la demande des organisateurs, le groupe écrit et enregistre une chanson thème pour le festival. Kamakazi confirme que la chanson ne paraîtrait pas sur le nouvel album mais plutôt sera disponible en ligne gratuitement et dans les pubs du festival. 
En mars 2016, le groupe publie son nouvel album, Regarde maman, I'm on the TV. Il comprend 17 titres, dont 14 chantés en français,. Après cette sortie, 19 spectacles sont annoncés en 2016 et deux en 2017. Après quatre ans d'absence en Europe, le groupe revient à Amiens, en France, avec Cunted Kunts, le 28 septembre 2016.

## Discographie

### Extraits radio
- 2008 : Pars mon engin
- 2008 : Rien entre les deux oreilles
- 2008 : Isa
- 2009 : Clomysalyne
- 2009 : Seul pour cette danse
- 2011 : Fou de toi
- 2011 : Je me souviens
- 2012 : Si triste
- 2012 : Winnebago
- 2012 : La One Night
- 2013 : Until The World Ends
- 2013 : This Is Gonna End Tonight
- 2014 : Prisonnier
- 2014 : Date d'expiration
- 2015 : Middle of the Night
- 2016 : Suckerpunch
- 2016 : À mon avis
- 2016 : Déjà au courant
- 2017 : De trop
- 2019 : Toutes les femmes savent dancer (reprise de LOUD)

## Vidéoclips
- Pars mon engin (2008)
- Rien entre les deux oreilles (2008)
- Isa (2008)
- Seul pour cette danse (2009)
- Fou de toi (2011)
- Je me souviens (2011)
- Si triste (2012)
- Winnebago (2012)
- Rien dire veut tout dire (2012)
- Until the World Ends (2013 et 2014)
- This Is Gonna End Tonight (2013 et 2014)
- Prisonnier (2014)
- Middle of the Night (2015)
- Suckerpunch (2016)
- À mon avis (2016)
- F#ck Toute (2016)
- Bonne St-Valentin! (2017)